# Erg Chebbi
Pour les articles homonymes, voir Chebbi.
 (mars 2015).
Si vous disposez d'ouvrages ou d'articles de référence ou si vous connaissez des sites web de qualité traitant du thème abordé ici, merci de compléter l'article en donnant les références utiles à sa vérifiabilité et en les liant à la section « Notes et références ».

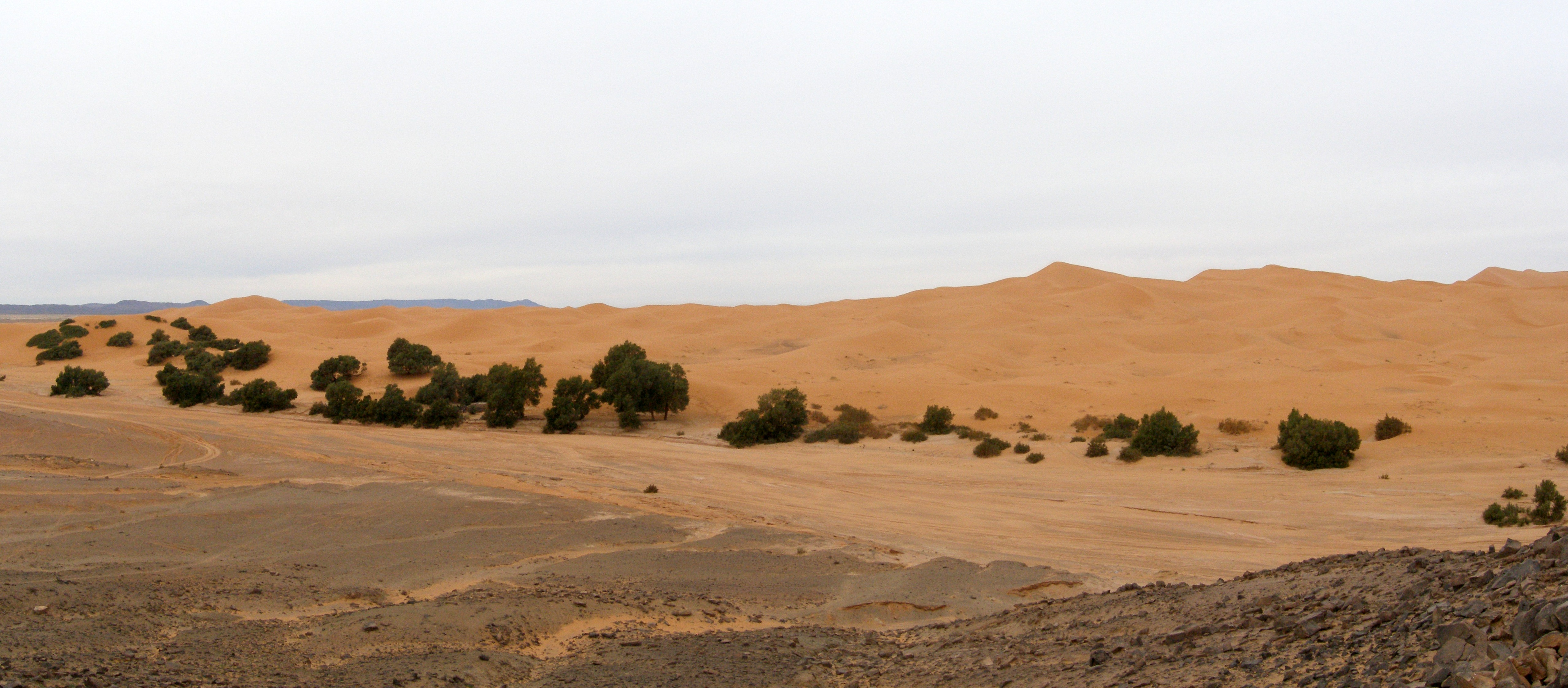
Panorama montrant la transition entre le désert plat et les dunes

L'erg Chebbi (en arabe : عرق الشبي), plus connu sous le nom de dunes de Merzouga, est l'un des deux grands ergs du Sahara au Maroc (l'autre étant l'erg Chigaga, près de M'Hamid El Ghizlane).
Les spectaculaires dunes dorées de l'erg Chebbi figurent parmi les plus remarquables du Sahara. Certaines culminent à 150 m de hauteur. Elles s'étirent à perte de vue entre la célèbre vallée du Ziz et la frontière algérienne. La ville de Rissani, ancien terminus des caravanes transsahariennes, est une oasis charmante de la vallée du Ziz.
Il est situé dans le Tafilalet, au sud-est du Maroc, à environ 40 km au sud d'Arfoud, à proximité de l'Algérie. Il est long de 22 km et large de 5 km.
Le centre accueillant les touristes est le village de Merzouga, situé au pied des premières dunes. Ce village est accessible par la route et dix heures sont nécessaires pour le relier à Marrakech ou à Fès.
Il existe un autre erg Chebbi dans les monts d'Ougarta en Algérie, de dimensions à peu près identiques.
L'Erg Chebbi est le meilleur endroit du Maroc pour de nombreuses activités dans le désert telles que le quad et l'excursion en 4x4. Aussi beaucoup d'hébergements touristiques.

## Galerie

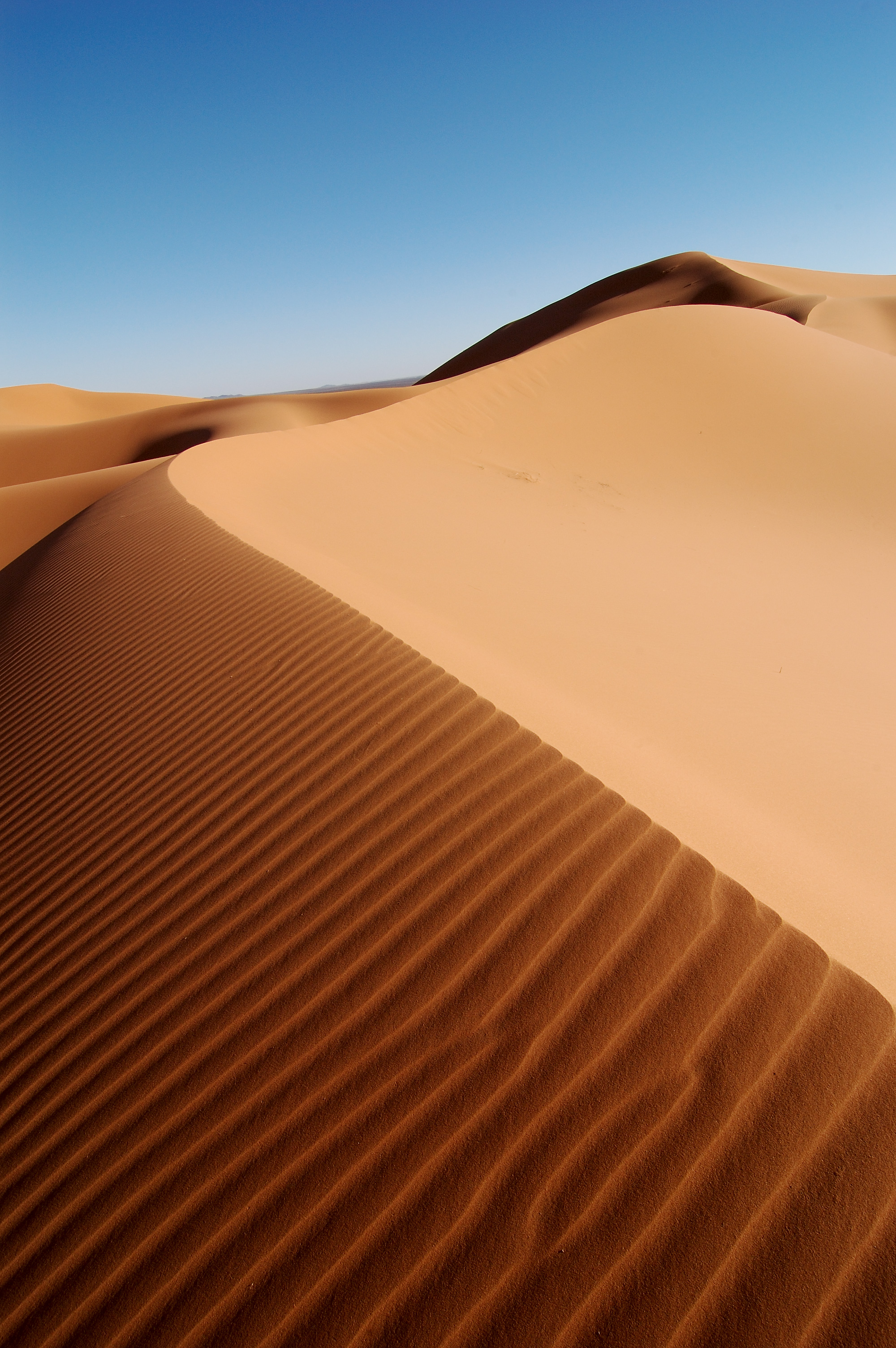
Erg Chebbi
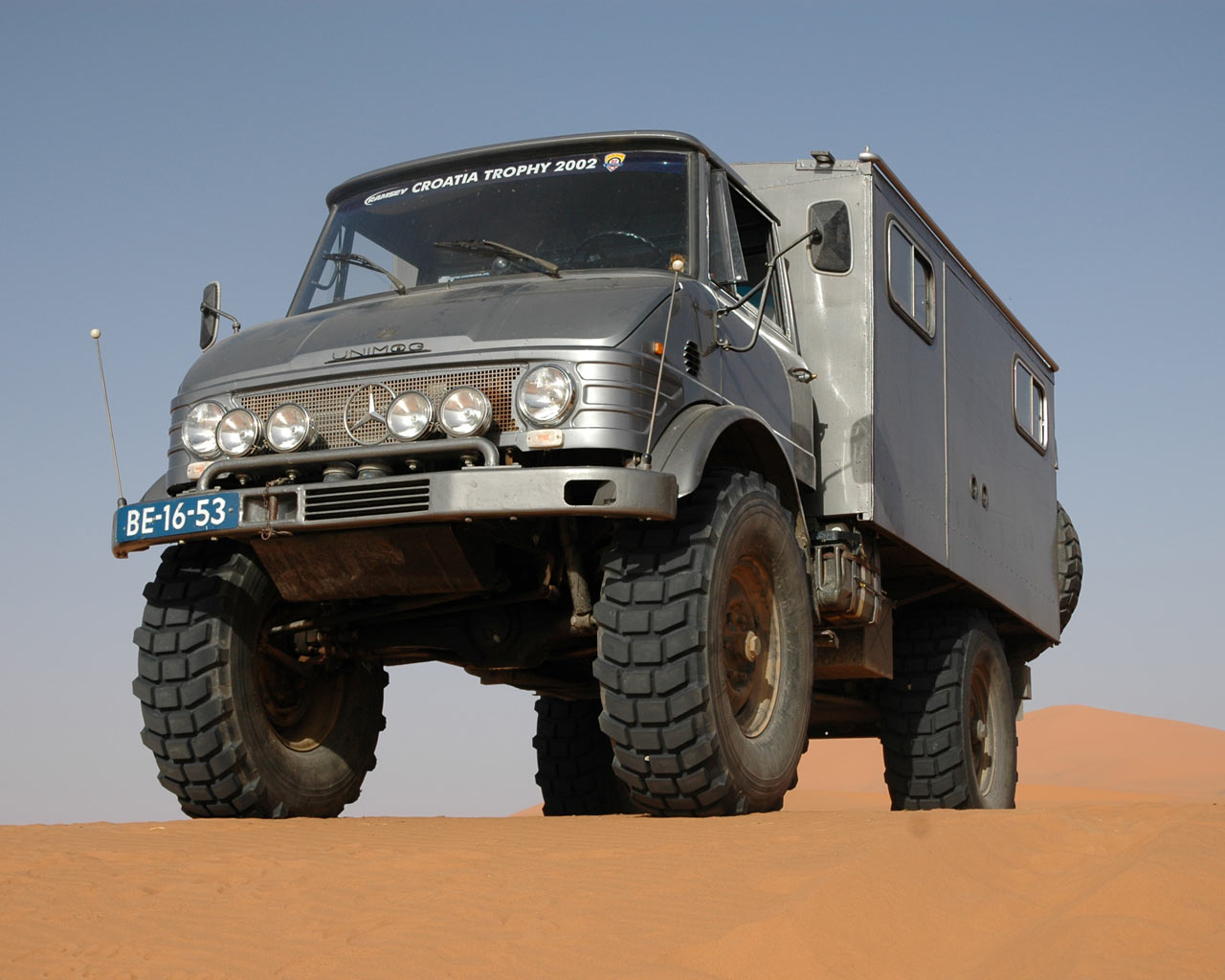
Véhicule Unimog 404 spécialement équipé pour les dunes
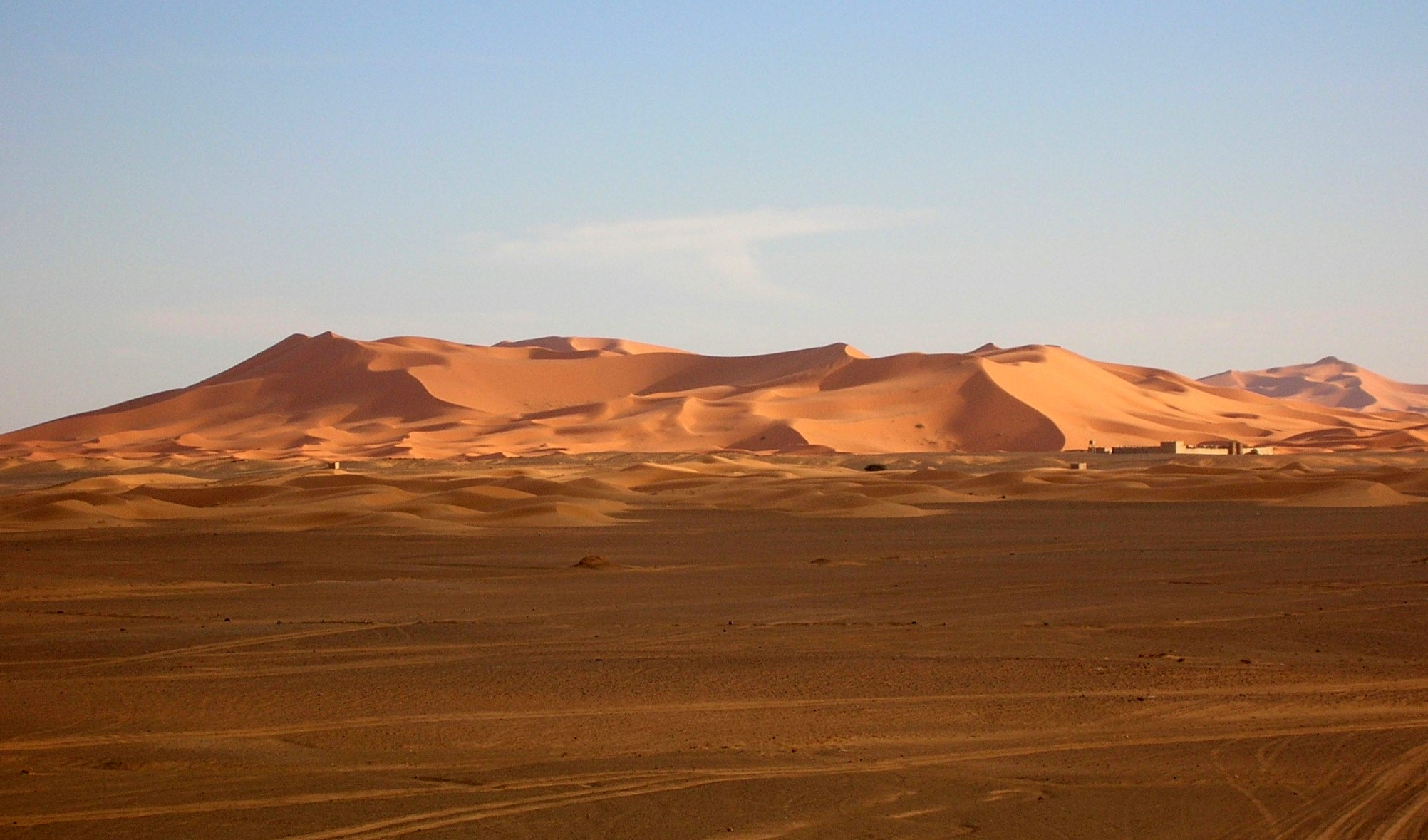
Dunes de l'erg Chebbi
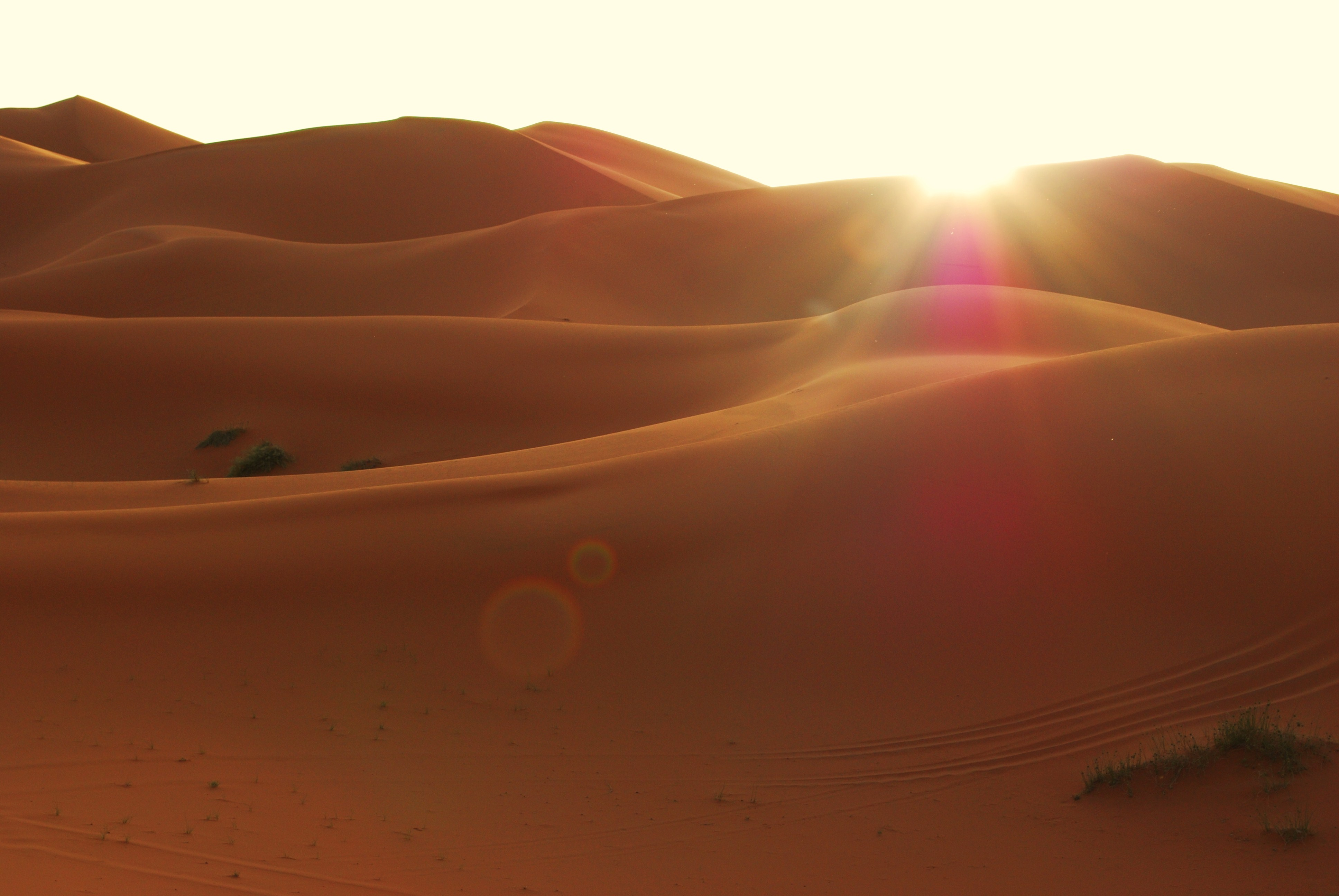
Lever du Soleil sur l'erg Chebbi
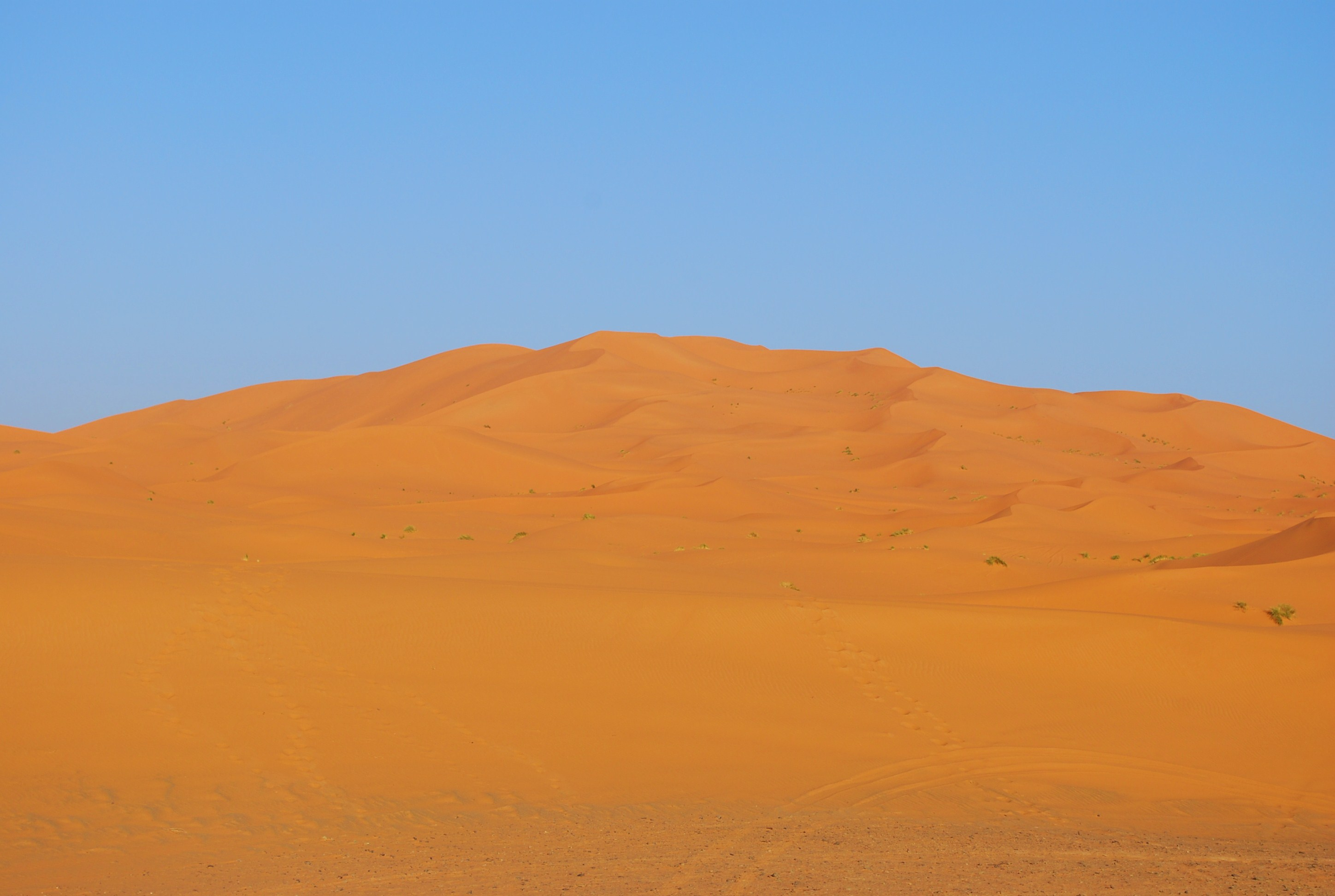
Dunes de l'erg Chebbi
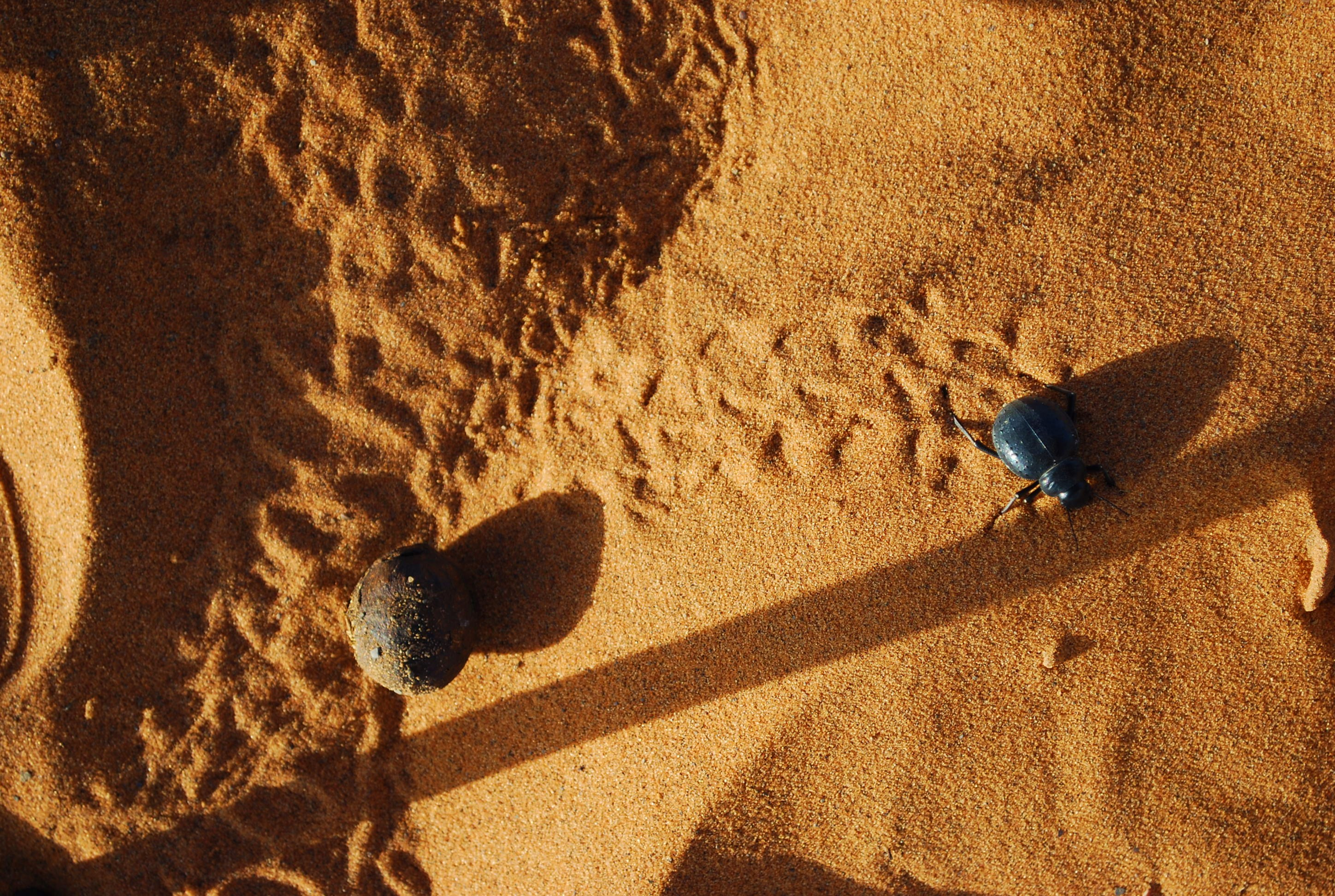
Scarabée sur les dunes de Merzouga
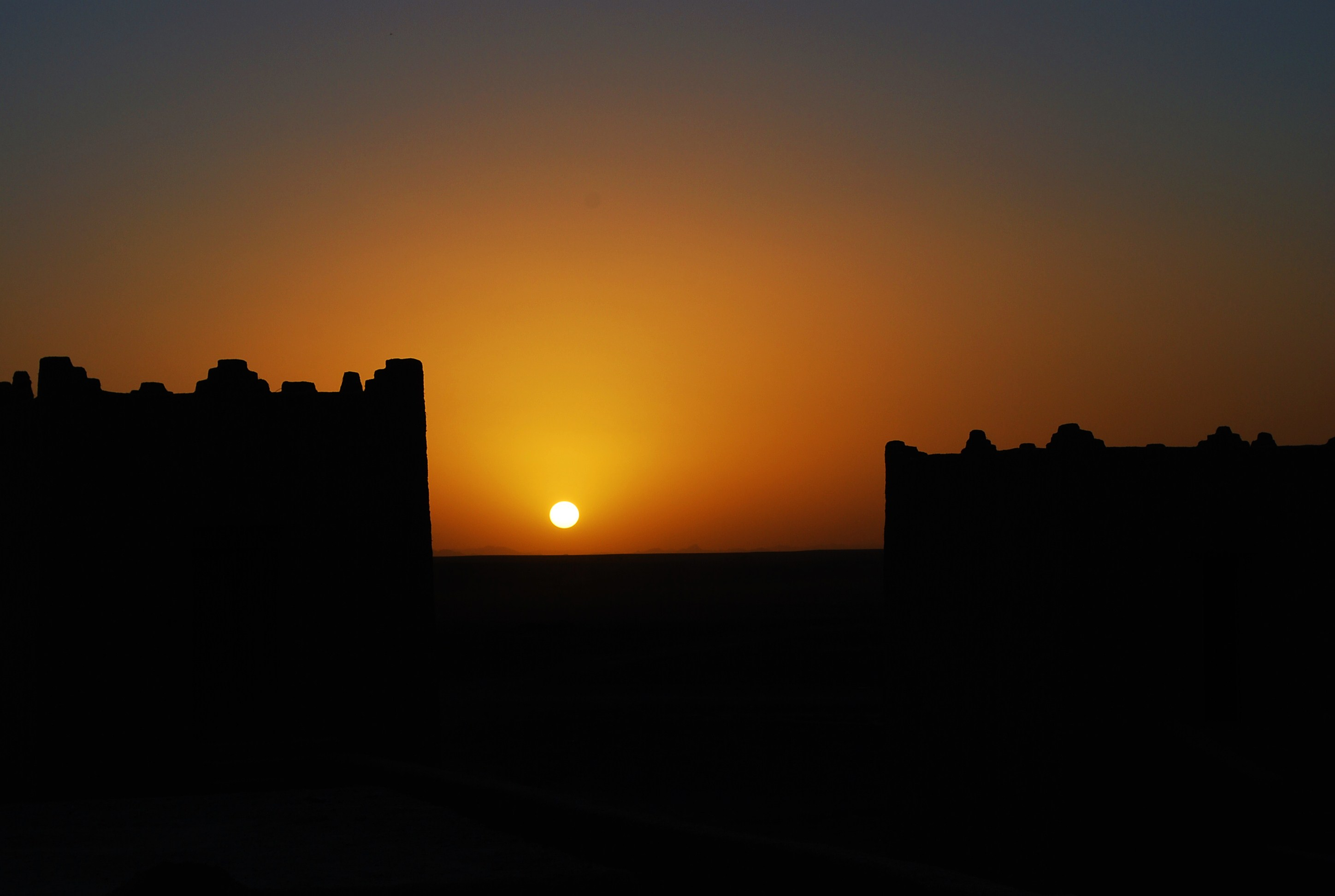
Coucher du soleil sur l'erg Chebbi
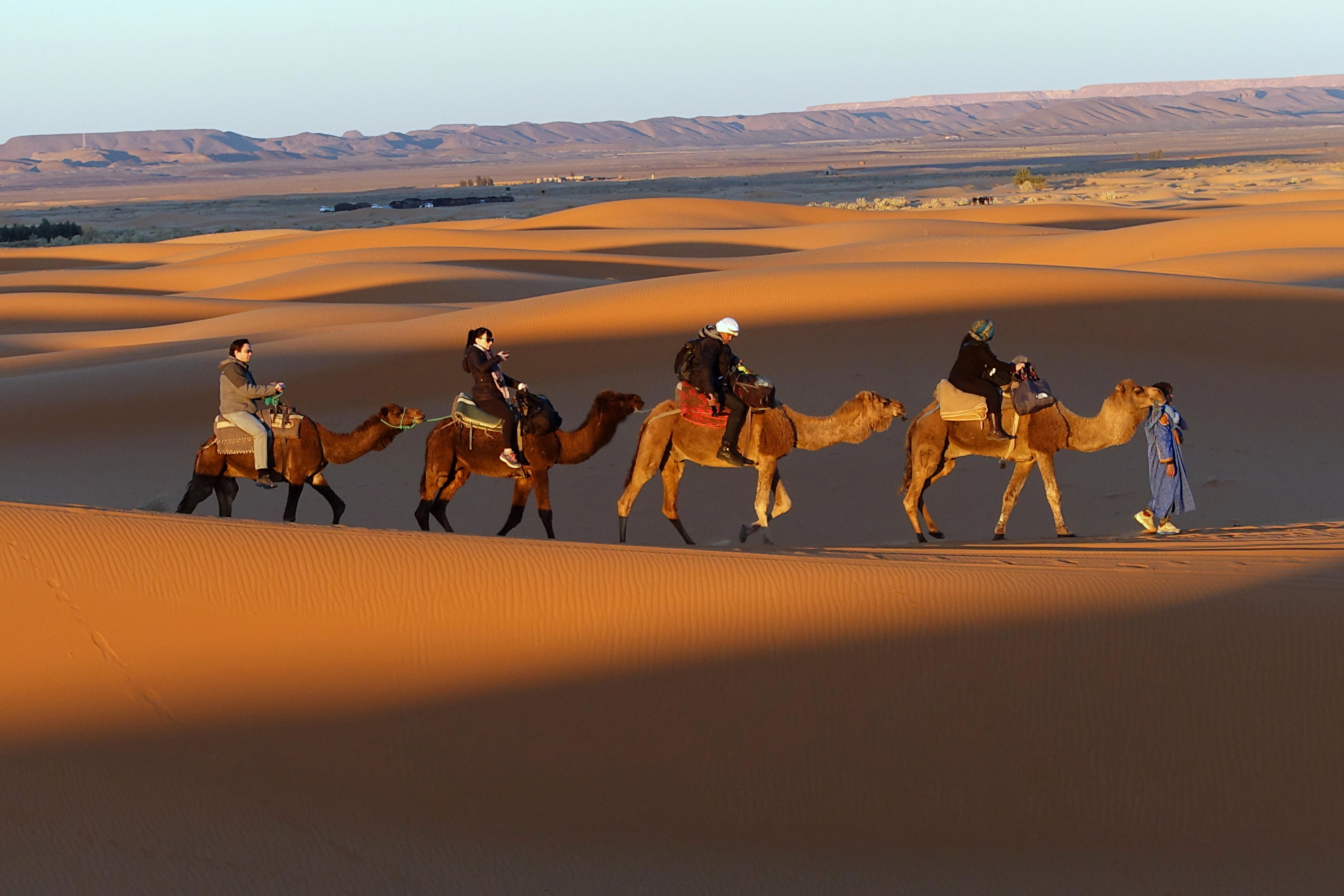
Touristes dans les dunes de Erg Chebbi. Janvier 2017.
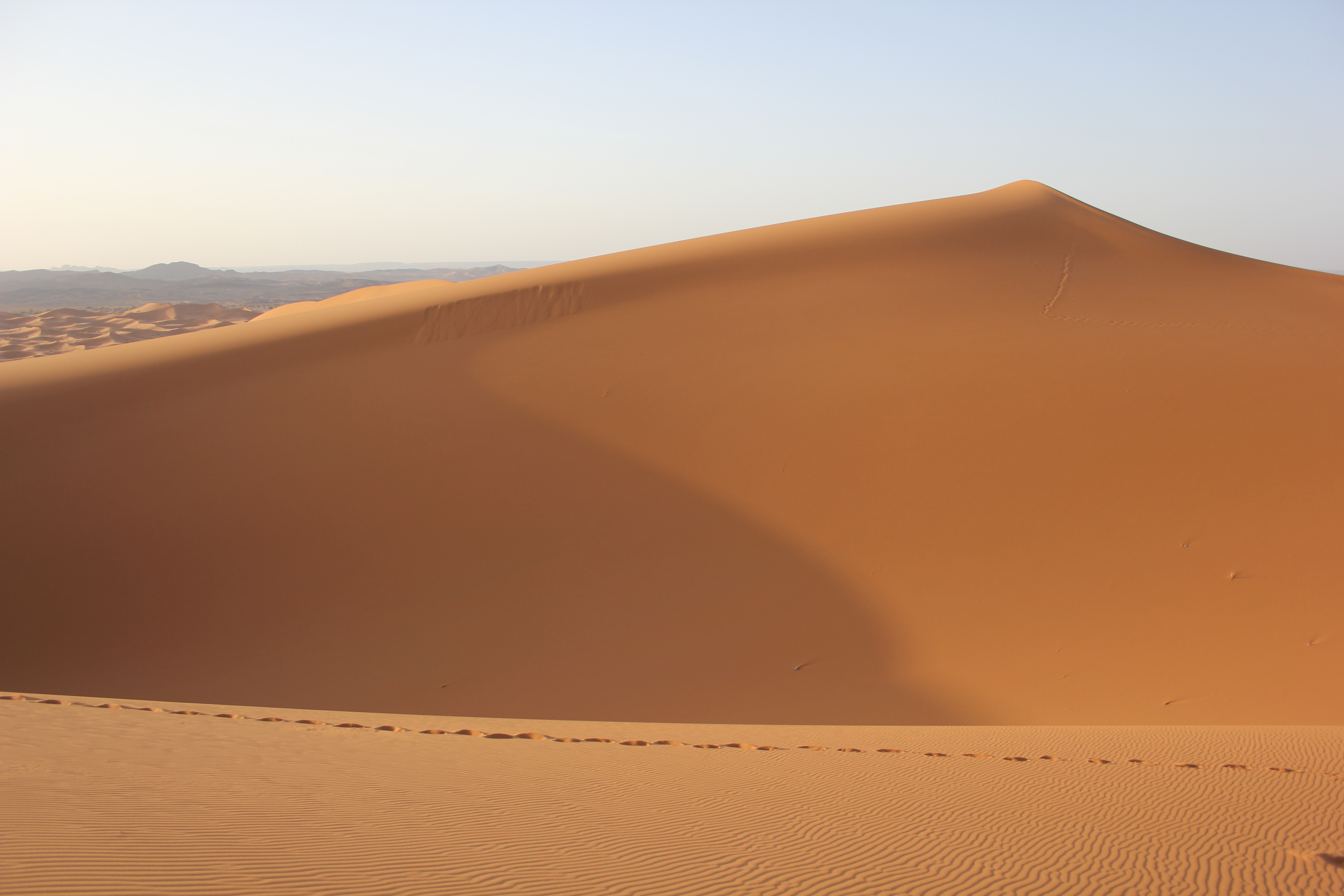
Une dune. Septembre 2013.